# بیماری پولوروم
بیماری پولوروم (انگلیسی: Pullorum disease) در پرندگان توسط باکتری سالمونلا پولوروم ایجاد می‌شود. این بیماری عمدتاً جوجه‌های جوان را مبتلا می‌کند، اما می‌تواند جوجه‌های مسن‌تر و سایر مرغ‌های اهلی را نیز درگیر کند.
در گله‌های جوان تلفات می‌تواند بسیار بالا باشد، بین ۸۰ تا ۱۰۰ درصد. علائم عبارتند از ضعف یا افسردگی، اسهال سفید و خوشه در نزدیکی منابع گرما.
نام تاریخی این بیماری اسهال سفید باسیلاری است. باکتری پولوروم در سال ۱۸۹۹ شناسایی شد و آزمایش خون در سال ۱۹۱۳ ساخته شد. برای کنترل این بیماری در ایالات متحده، طرح ملی بهبود پرندگان در سال ۱۹۳۵ اجرا شد. تا سال ۱۹۷۰، آزمایش، شناسایی و انهدام گله‌های آلوده به طور کلی بیماری را ریشه کن کرد.
درمان پولوروم توصیه نمی‌شود، زیرا هدف از بین بردن بیماری است. بیش‌تر ایالت‌های ایالات متحده واردات پرندگان را ممنوع می‌کنند، مگر اینکه آنها دارای گواهی پاکیزگی باشند.
در کانادا، پولوروم یک بیماری «قابل گزارش» است - همه موارد مشکوک باید به آژانس بازرسی مواد غذایی کانادا (CFIA) گزارش شوند. کانادا از دهه ۱۹۸۰ عاری از این بیماری در نظر گرفته شده است. انتاریو نیاز دارد که تمام گله‌های پرورش دهنده ثبت شوند و مرگ و میر آنها کنترل شود. بروز تلفات بالا باعث آزمایش پرندگان مرده می‌شود. جوجه‌کشی‌ها باید ثبت شده و تحت آزمایش های نظارتی معمول قرار گیرند.